# Petrocosmea grandifolia
Petrocosmea grandifolia är en tvåhjärtbladig växtart som beskrevs av Wen Tsai Wang. Petrocosmea grandifolia ingår i släktet Petrocosmea och familjen Gesneriaceae. Inga underarter finns listade i Catalogue of Life.